# 宋漢 (東漢)
宋漢（？年—？年），字仲和，京兆郡長安縣（今陝西省西安市）人，東漢太尉宋由之子。

## 生平
宋漢以經學著名，被舉茂才，四次遷任西河太守。
永建元年（公元126年），宋漢被任命為東平相、度遼將軍，立名節，以威恩著稱。遷任太僕，因病請辭，後拜太中大夫，
永和五年（公元140年），漢順帝命馬賢率軍討伐西羌，大將軍梁商認為馬賢年邁，不如派太中大夫宋漢，漢順帝沒有聽從。宋漢在任內去世。

## 家庭

### 父
- 宋由，字叔路，東漢太尉。

### 弟
- 宋登，字叔陽，東漢侍中、潁川太守。

### 子
- 宋則，字元矩，東漢鄢陵令。[4]